# Strada principale 463
La strada principale 463 (H463; in tedesco Hauptstrasse 463; in francese route principale 463) è una delle strade principali della Svizzera. Non è contrassegnata da una tavoletta numerata.

## Percorso
La strada collega Waldstatt a Rheineck, vicino al confine austriaco con Gaissau, ed è connessa con le strade principali H8, H462, H459, H447, H446, H445, H7 e H13. 
| Strada principale 463 |             |                    |
| Tipo                  | Indicazione | Cantone            |
|                       | H8          | Appenzello Esterno |
|                       | H462        | Appenzello Esterno |
|                       | Waldstatt   | Appenzello Esterno |
|                       | Hundwil     | Appenzello Esterno |
|                       | H459        | Appenzello Esterno |
|                       | Stein       | Appenzello Esterno |
|                       | Teufen      | Appenzello Esterno |
|                       | H447        | Appenzello Esterno |
|                       | Speicher    | Appenzello Esterno |
|                       | Trogen      | Appenzello Esterno |
|                       | H446        | Appenzello Esterno |
|                       | Wald        | Appenzello Esterno |
|                       | Heiden      | Appenzello Esterno |
|                       | H445        | Appenzello Esterno |
|                       | Wolfhalden  | Appenzello Esterno |
|                       | Lutzenberg  | Appenzello Esterno |
|                       | Rheineck    | San Gallo          |
|                       | H7/H13      | San Gallo          |